# 帕西伊
帕西伊（法語：Pasilly，法語發音：[paziji]）是法国勃艮第-弗朗什-孔泰大区约讷省的一个市镇，属于阿瓦隆区。

## 地理
帕西伊（47°41'50"N, 4°4'40"E）面积9.99 平方千米，位于法国勃艮第-弗朗什-孔泰大區约讷省，该省份为法国中北部内陆省份，西接卢瓦雷省，西北接塞纳-马恩省，南至涅夫勒省，东临科多尔省，东北与奥布省接壤。
与帕西伊接壤的市镇（或旧市镇、城区）包括：阿尔芒松河畔阿让特伊、桑西、埃蒂韦、托内鲁瓦地区穆兰、萨里、维利耶莱欧。

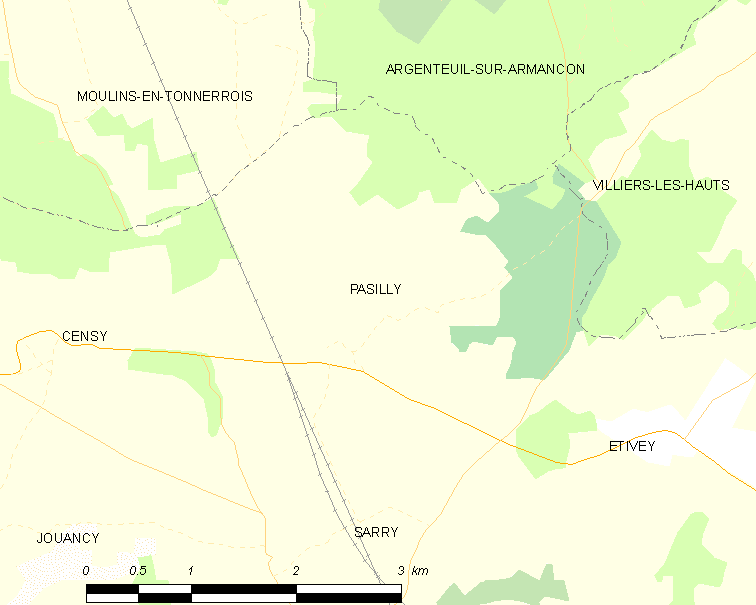
帕西伊的OSM定位图

帕西伊的时区为UTC+01:00、UTC+02:00（夏令时）。

## 行政
帕西伊的邮政编码为89310，INSEE市镇编码为89290。

## 政治
帕西伊所属的省级选区为沙布利县。

## 人口

1962-2008年间帕西伊人口变化图示

帕西伊于2022年1月1日时的人口数量为50人。